# Vaux-Andigny

Vaux-Andigny este o comună în departamentul Aisne din nordul Franței. În 1 ianuarie 2022 avea o populație de 923 de locuitori.